# Odontocharacidium
Odontocharacidium – rodzaj ryb promieniopłetwych z podrodziny Characidiinae w obrębie rodziny Crenuchidae.

## Zasięg występowania
Rodzaj obejmuje gatunki występujące w słodkich wodach Ameryki Południowej (Ekwador, Kolumbia, Wenezuela i Brazylia).

## Morfologia
Długość ciała do 2 cm.

## Systematyka
Rodzaj zdefiniował w 1994 roku brazylijski ichtiolog Paulo Andreas Buckup na łamach Ichthyological Exploration of Freshwaters. Na gatunek typowy Buckup wyznaczył (oznaczenie oryginalne) O. aphanes.

### Etymologia
Odontocharacidium: gr. οδους odous, οδοντος odontos ‘ząb’ ; rodzaj Characidium Reinhardt, 1867.

### Podział systematyczny
Do rodzaju należą następujące gatunki:
- Odontocharacidium aphanes (Weitzman & Kanazawa, 1977)
- Odontocharacidium varii Queiroz Rodrigues & Netto-Ferreira, 2020